# Andree Kirchner
Andree Kirchner (* 30. März 1972 in Bremen) ist ein deutscher Rechtswissenschaftler (Völkerrechtler) und Unternehmer.

## Biographie
Kirchner ist Sohn eines Unternehmers und einer Bibliothekarin. Er absolvierte bis 1992 seine Schullaufbahn, die er mit dem Abitur am Kippenberg-Gymnasium in Bremen abschloss.
Er ist mit der Rechtswissenschaftlerin und Medienrechtlerin Iris Kirchner-Freis verheiratet und hat eine Tochter.

### Ausbildung
Kirchner studierte von 1992 bis 1999 Rechtswissenschaften an der Universität Marburg, der Universität Kiel, der Universität Stockholm und der Universität Hamburg sowie an Sommerschulen an der Universität Helsinki, Universität Frankfurt (Oder), London School of Economics and Political Science (LSE) und Universität Cambridge.
Von 1995 bis 1996 studierte er an der Universität Stockholm und erlangte mit der Arbeit Maritime Arrest: Legal Reflections on the International Arrest Conventions and on Domestic Law in Germany and Sweden 2001 den Titel Master of International Law (LL.M.). 2003 promovierte er an der Universität Hamburg zum Dr. jur. mit der Arbeit Umweltschutz während bewaffneter Konflikte.

### Rechtswissenschaftler
Von 1997 bis 2004 war er völkerrechtlicher Berater der Gesellschaft für Angewandten Umweltschutz und Sicherheit im Seeverkehr gGmbH (GAUSS) in Bremen. In dieser Funktion hat er u. a. in 2002 die International Conference on Marine Environmental Law (ICMEL) initiiert und organisiert. Zudem war er im Rahmen von Forschungsaufenthalten für die Internationale Seeschifffahrts-Organisation (IMO) in London (1998), das Umweltprogramm der Vereinten Nationen (UNEP) in Nairobi (1999) und den Internationalen Seegerichtshof (ITLOS) in Hamburg (2000) tätig.
Kirchner lehrte als Gastdozent im UNEP/UNESCO/BMU International Postgraduate Course on Environmental Management for Developing Countries an der Technischen Universität Dresden (2000–2006) sowie an der Universität Bremen (2002–2009) im Humanitären Völkerrecht bzw. Seevölkerrecht. Seit 2007 ist er Honorarprofessor für Internationales Recht an der Hochschule Bremerhaven und seit 2003 Visiting Fellow des IMO International Maritime Law Institute (IMLI) in Malta. Seit 2015 ist er Mitglied des Wissenschaftsausschusses und Mit-Organisator der jährlich stattfindenden Jean Monnet-Sommerschule zur EU und zum Seevölkerrecht (EULoS), die als Kooperation zwischen der Universität Genua und dem Institut für Seevölkerrecht und Internationales Meeresumweltrecht veranstaltet wird.
Er ist Direktor des 2012 gegründeten Institutes für Seevölkerrecht und Internationales Meeresumweltrecht (ISRIM). In dieser Funktion präsentiert er auch vielfach völkerrechtliche Themen (See- und Weltraumrecht) für die interessierte Öffentlichkeit als Beitrag zur offenen Wissenschaft, wie zum Beispiel im Rahmen des Wissenschaftsjahres 2016*17 - Meere und Ozeane des BMBF sowie der Wissenschaftsmatinee im Haus der Wissenschaft Bremen.

### Unternehmer
Kirchner ist seit 2000 zudem selbständig tätig und hat diverse Unternehmen gegründet und aufgebaut, wie z. B. eine deutsch-indische Beratungs-GmbH in Bremen und eine Consulting Private Limited in Mumbai sowie eine Wissensmanagement-GmbH. Von 2002 bis 2006 war er als unabhängiger Völkerrechtsberater für das Bundesministerium für Bildung und Forschung (BMBF) tätig und nahm als Mitglied der Deutschen Delegation an diversen Konferenzen der Vereinten Nationen (UNICPOLOS IV und VI, CBD), von OSPAR (Ausschüsse: ICG-MPA, MASH, BDC) und HELCOM (Ausschüsse: HABITAT, MARITIME) sowie der DFG-Senatskommission für Ozeanographie teil. Zudem ist er Mitglied der Geschäftsleitung der 2005 gemeinsam mit seiner Frau gegründeten MLS LEGAL GmbH - Rechtsanwalts- und Fachanwaltsgesellschaft in Bremen und Berlin. In 2010 übernahm er die in Bremen ansässige Kirchner Galabau GmbH - Garten- und Landschaftsbau, die 1966 von seinem Vater Gerd Kirchner gegründet wurde und der er als geschäftsführender Gesellschafter vorsteht. Zudem ist er geschäftsführender Gesellschafter der 2014 gegründeten Hugo Grotius gGmbH - gemeinnützige Gesellschaft zur Förderung der Rechtswissenschaften.

Seit 2018 ist er Mitglied des Aufsichtsrates der familie redlich AG, einer mittelgroßen Aktiengesellschaft in Berlin, dessen Vorsitz er 2019 übernommen hat.

### Ehrenamt
- Seit 2013 Vize-Präsident der Deutschen Rhododendron-Gesellschaft in Bremen.[21]

## Veröffentlichungen (Auswahl)
- mit Iris Kirchner-Freis: Genetic Resources of the Sea. In: David Attard (Hrsg.): The IMLI Manual on International Maritime Law (= The Law of the Sea. Band I). Oxford University Press, Oxford 2014, ISBN 978-0-19-968392-5, S. 377–395 (online).
- mit Iris Kirchner-Freis (Hrsg.): Green Innovations and IPR Management. Kluwer Law International, Alphen aan den Rijn 2013, ISBN 978-90-411-3344-1 (online).
- Bioprospecting, marine scientific research and the patentability of genetic resources. In: Norman A. Martínez Gutiérrez (Hrsg.): Serving the Rule of International Maritime Law: Essays in Honour of Professor David Joseph Attard. Routledge, London / New York 2010, ISBN 978-0-415-56398-7, S. 119–128 (online).
- mit Elisabeth Batsara: The Law of the Sea. In: Matthias Wolff (Hrsg.): Tropical Waters and their Living Resources: Ecology, Assessment and Management. H. M. Hauschild GmbH, Bremen 2009, ISBN 978-3-89757-459-5, S. 197–248.
- History of Law of the Sea. In: Rüdiger Wolfrum (Hrsg.): Max-Planck-Enzyklopädie des Völkerrechts. Oxford University Press, Oxford 2008, (online).
- Maritime Security. Consequences for the Maritime Transport Industry. In: Ocean Yearbook. 1/19, 2005, ISSN 0191-8575, S. 299–309 (online).
- Andree Kirchner (Hrsg.): International Marine Environmental Law: Institutions, Implementation and Innovations (= International Environmental Law & Policy Series. 64). Kluwer Law International, The Hague / New York / London 2003, ISBN 978-90-411-2066-3 (online).
- Maritime Arrest: Legal Reflections on the International Arrest Conventions and on Domestic Law in Germany and Sweden. 2001, ISBN 3-9808857-0-4.
- Environmental Protection in Time of Armed Conflict In: European Energy and Environmental Law Review. 9/10, 2000, ISSN 0966-1646, S. 266–272 (online).
- The Destructive Legacy of the Cold War. The Dumping of Radioactive Waste in the Arctic. In: European Energy and Environmental Law Review. 2/10, 2000, ISSN 0966-1646, S. 47–55 (online).
- mit Lorenzo Schiano di Pepe: International attempts to conclude a convention to combat illegal migration. In: International Journal of Refugee Law. Band 10, Nr. 4, 1998, ISSN 0953-8186, S. 662–674 (online).